# 王立陸軍歯科軍団
王立陸軍歯科軍団（おうりつりくぐんしかぐんだん、英語: Royal Army Dental Corps＝RADC）は、イギリス陸軍の歯科医が所属する部隊で、戦時、平時を問わず英国陸軍の兵士とその家族に口腔衛生サービスを提供する。陸軍医療部隷下で、サリー州キャンベリーに所在するロバートソンハウスに本部を置く。名誉部隊長はグロスター公爵夫人バージット。

## 歴史
1660年頃から英国陸軍では、連隊の軍医が歯科治療を提供してきたが、王立陸軍医療軍団の下に正式に歯科部門が設立されたのは1901年になってからであった。1921年、歯科部門が分離され陸軍歯科軍団（Army Dental Corps）が創設される。1946年11月、第二次世界大戦における貢献が認められ、「Royal」(＝王立)の接頭辞が付与された。

## 概要
所属する歯科医は全員士官である。歯科衛生士、歯科看護師、歯科技工士は下士官である。
第二次大戦の前までは、新兵には157cm以上の身長と30歳以下の年齢が要求されていた。兵士達は7年間現役に服し、その後5年間予備役に入る。新兵はハンプシャー州のオールダーショットに所在するクロッカム駐屯地の軍団本部にて訓練を受けた後、専門分野についての課程に入った。